# Вордінгборг (муніципалітет)
Вордінгборг (дан. Vordingborg Kommune) — данська комуна у складі регіону Зеландія.

## Історія
Комуну було утворено 2007 року з таких комун:
- Лангебек (Langebæk)
- Мьон (Møn)
- Престе (Præstø)
- Вордінгборг (Vordingborg)